# James Graham (1e hertog van Montrose)
James Graham (april 1682 – 7 januari 1742) was een Schots politicus.
Hij volgde zijn vader als 2-jarige op als vierde markgraaf van Montrose en werd in 1707 verheven tot eerste hertog van Montrose als beloning voor zijn steun aan de Act of Union als adviseur van de koningin. Na de dood van de koningin was hij korte tijd staatssecretaris voor Schotland in het kabinet Townshend.
Los van zijn politieke loopbaan wordt Montrose veelal geassocieerd met Robert Roy MacGregor, beter bekend als Rob Roy.